# Enoksacin
Enoksacin (Almitil, Bactidan, Bactidron, Comprecin, Enoksetin, Enoxen, Enroxil, Enoxin, Enoxor, Flumark, Penetrex, Gyramid, Vinone) je oralni fluorohinolonski antibakterijski agens širokog spektra koji se koristi u tretmanu infekcija urinarnog trakta i gonoreja. Insomnija je česta nuspojava pri upotrebi ovog leka.
Nedavno je pokazano da ova supstanca može da inhibira kancer.

## Literatura
- Patel, SS; Spencer, CM (1996). „Enoxacin: a reappraisal of its clinical efficacy in the treatment of genitourinary tract infections”. Drugs. 51 (1): 137—60. PMID 8741236..

## Spoljašnje veze
- Medline entry

|  | Molimo Vas, obratite pažnju na važno upozorenje u vezi sa temama iz oblasti medicine (zdravlja). |